# Вер, Роберт де, 9-й граф Оксфорд
Роберт де Вер (англ. Robert de Vere; 16 января 1362 — 22 ноября 1392) — английский аристократ и военачальник, 9-й граф Оксфорд в 1371—1388 годах, 1-й маркиз Дублин в 1385—1388 годах и 1-й герцог Ирландии в 1386—1388 годах, лорд великий камергер Англии в 1371—1388 годах, юстициарий Честера в 1387—1388 годах. Фаворит и советник короля Англии Ричарда II.

## Происхождение
Единственный сын Томаса де Вера, 8-го графа Оксфорда, и Мод де Уффорд, дочери Ральфа де Уффорда.

## Биография
В сентябре 1371 года после смерти своего отца Роберт де Вер унаследовал титул и владения графа Оксфорда. С 1371 по 1388 год занимал должность лорда великого камергера Англии.
В 1377 году после смерти короля Англии Эдуарда III и вступления на королевский трон его внука Ричарда II Роберт де Вер стал членом Тайного совета.
В 1384 году стал рыцарем ордена Подвязки. В 1385 году Роберт де Вер, граф Оксфорд, получил от английского короля Ричарда II титул маркиза Дублина, а в 1386 году стал герцогом Ирландии. Был первым англичанином, который получил титул маркиза.
Роберт де Вер, назначенный герцогом Ирландии, был крайне непопулярен среди английской знати, его тесная связь с королём Ричардом стала одним из поводов для появления организованной оппозиции среди знати (Лорды-апеллянты). Своим возвышением вызвал зависть и недовольство крупных английских магнатов под руководством Томаса Вудстока, герцога Глостера. Кроме того, Роберт де Вер, граф Оксфорд, развелся со своей женой Филиппой де Куси, племянницей Томаса Вудстока.
Осенью 1387 года герцог Глостер потребовал от короля Ричарда II арестовать Роберта де Вера. В ответ Роберт де Вер собрал войско на северо-западе Англии и 19 декабря того же года потерпел поражение от лордов-апеллянтов в битве при Рэдкот-Бридж (Оксфордшир). Граф Оксфорд смог избежать плена и бежал в Голландию. В 1388 году Роберт де Вер был лишен всех титулов и владений в Англии.
22 ноября 1392 года Роберт де Вер скончался в изгнании и нищете вблизи Лувена во Франции. Через три года, в ноябре 1395 года, его забальзамированное тело было доставлено в Англию и захоронено.
В 1392 году после смерти Роберта де Вера титул графа Оксфорда был передан его родному дяде Обри де Веру (ок. 1338—1400), который стал 10-м графом Оксфордом.
Был дважды женат. 5 октября 1376 года Роберт де Вер женился на Филиппе де Куси (1367—1411), дочери Ангеррана де Куси (ок. 1339—1397), графа Бедфорда (1366—1377) и Суассона (1367—1397), и Изабеллы Английской (1332—1379/1382), дочери короля Англии Эдуарда III Плантагенета. Брак был бездетен. В 1387 году супруги развелись.
В 1387 году после развода с первой женой он вторично женился на своей любовнице Агнессе де Ланцкорона, придворной даме королевы Анны Чешской, первой жены короля Англии Ричарда II Плантагенета. Папа римский отказался признать законным второй брак Роберта де Вера.